# 欣頓 (加利福尼亞州)
欣頓（英語：Hinton）是位於美國加利福尼亞州內華達縣的一個非建制地區。該地的面積和人口皆未知。

## 地理
欣頓的座標為39°22′31″N 121°04′26″W / 39.37528°N 121.07389°W，而該地的平均海拔高度為1676米（即5499英尺）。